# فیلتر وینر
فیلتر وینر به صورت یک فیلتر بهینه پایین گذر به منظور برطرف کردن اثرات نویزهای جمع شونده طراحی شده است. این فیلتر با تخمین محلی مقادیر میانگین و واریانس پیرامون هر پیکسل، فاصله میانگین مربعی بین سیگنال مشاهده شده و سیگنال بدون نویز را حداقل می‌کند.

## کاربردها
فیلتر وینر کاربردهای مختلفی در پردازش سیگنال ، پردازش تصویر ، سیستم های کنترل و ارتباطات دیجیتال دارد. این کاربردها معمولاً در یکی از چهار دسته اصلی قرار می گیرند:
- شناسایی سیستم
- دکانولوشن [۱]
- کاهش نویز
- تشخیص سیگنال

به عنوان مثال ، فیلتر وینر را می توان در پردازش تصویر برای از بین بردن نویز از یک تصویر استفاده کرد.

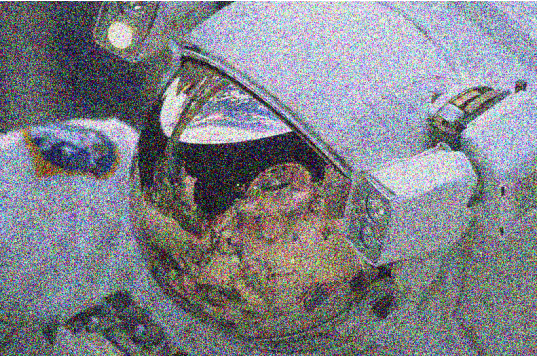
تصویر نویزی از فضانورد.

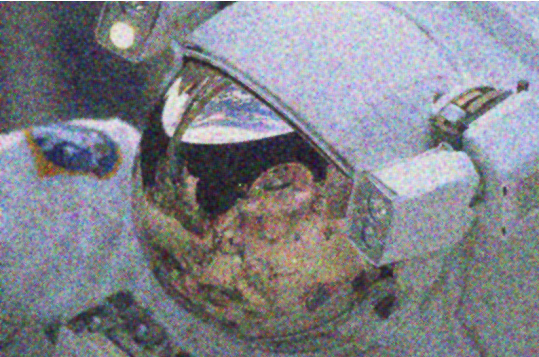
تصویر نویزی از فضانورد پس از اعمال فیلتر وینر.

معمولاً قبل از تشخیص گفتار ، از این فیلتر به منظور کاهش نویز استفاده می‌شود.

## تاریخچه
این فیلتر توسط نوربرت وینر در دهه ۱۹۴۰ پیشنهاد و در سال ۱۹۴۹ منتشر شد. معادل زمان گسسته اثر وینر توسط آندری کلموگروف به طور مستقل بدست آمده و در سال ۱۹۴۱ منتشر شد. از این رو این نظریه اغلب به نام نظریه فیلتر وینر-کولموگروف خوانده می‌شود.
1. ↑  . "D. Boulfelfel, R.M. Rangayyan, L.J. Hahn, and R. Kloiber, 1994, "Three-dimensional restoration of single photon emission computed tomography images", IEEE Transactions on Nuclear Science, 41(5): 1746-1754, October 1994.".
2. ↑  Wiener, Norbert (1949). Extrapolation, Interpolation, and Smoothing of Stationary Time Series. New York: Wiley. ISBN 978-0-262-73005-1.